# Роберт Арболеда
Роберт Арболеда (ісп. Robert Arboleda; нар. 22 жовтня 1991, Есмеральдас) — еквадорський футболіст, захисник клубу «Універсідад Католіка» і національної збірної Еквадору.

## Клубна кар'єра
Народився 22 жовтня 1991 року в місті Есмеральдас. Вихованець футбольної школи клубу «Ольмедо». 2010 року почав залучатися до основної команди того ж клубу, проте в її складі в матчах чемпіонату так й не дебютував. Натомість перший досвід виступів на дорослому рівні здобував, граючи на умовах оренди за команди «Мунісіпаль Каньяр» та «КСКД Гресія» протягом 2011—2012 років.
З 2013 року один сезон захищав кольори команди клубу «ЛДУ Лоха». Більшість часу, проведеного у складі «ЛДУ Лоха», був основним гравцем захисту команди.
2014 року став гравцем столичного клубу «Універсідад Католіка», проте відразу ж був відданий в оренду до попередньої команди «ЛДУ Лоха».
До складу «Універсідад Католіка» повернувся 2015 року. Відтоді встиг відіграти за команду 56 матчів у національному чемпіонаті.

## Виступи за збірну
Вперше потрапив до розширеного списку збірної перед Кубком Америки 2015, але до остаточного списку з 23 футболістів не потрапив.
2016 року дебютував в офіційних матчах у складі національної збірної Еквадору. Наразі провів у формі головної команди країни 1 матч.
У складі збірної був учасником Кубка Америки 2016 року у США.

## Титули і досягнення
- Володар Кубка Бразилії (1):

«Сан-Паулу»: 2023
- Володар Суперкубка Бразилії (1):

«Сан-Паулу»: 2024